# ایرج (پسر فریدون)
ایر یا ایرَج (به اوستایی: 𐬀𐬌𐬭𐬌𐬌𐬀 ت.ت. 'اَئیریَ'؛ به پارسی میانه: ت.ت. 'ērič') کوچک‌ترین پسر فریدون است که در تاریخ سنتی نام ایران از او برخاسته است. انبوهی از اسطوره‌ها در اوستا، ادبیات پهلوی، عربی و فارسی بر پایهٔ داستان‌های ساسانیان به‌ویژه شاهنامهٔ فردوسی، ایرج را در ردهٔ قهرمانی برجسته می‌دانند که نیای دودمان پیشدادی پادشاهی در ایران است و الگویی برای رهروان دفاع از اهداف محق به‌شمار می‌آید.
فردوسی مفصل‌ترین روایت از داستان ایرج را ارائه می‌دهد که شیوایی و تصاویر خوش‌منظر بدیع آن جالب توجه است.
پنجاه پس سال از پادشاهی، فریدون صاحب سه پسر می‌شود. چون به بزرگسالی می‌رسند وی فرستاده‌ای می‌فرستد تا در پی سه خواهر از خانواده‌ای اشرافی بگردد که نام نداشته باشند، تا فرستاده به دختران سرو پادشاه یمن می‌رسد. سرو پسران فریدون را به یمن دعوت می‌کند تا ارزش آن‌ها را بسنجند و چون قانع می‌شود دخترانش را به پیوند آنان درمی‌آورد. در راه برگشت فریدون تصمیم می‌گیرد تا شخصیت پسران خود را بیازماید و به شکل اژدهایی آتش‌زا در می‌آید و خشمگینانه به سوی آن‌ها هجوم می‌برد. بزرگ‌ترین پسر به گوشه‌ای امن می‌گریزد و می‌گوید که تنها یک نادان به نبرد با اژدها می‌رود. دومین پسر با دلاوری بی‌باکانه نبرد را می‌پذیرد. سومین پسر دلاورانه به پیش می‌آید و فریاد می‌زند که آن‌ها پسران فریدون‌اند که از هیچ هیولایی نمی‌ترسند.
فریدون به شکل انسان بازمی‌گردد و به آن‌ها در کاخ شاهی خوش‌آمد می‌گوید و در کنار تخت پادشاهی می‌نشاند و حقیقت داستان را برایشان بازگو می‌کند. سپس می‌افزاید من نام‌هایی مناسب شما برگزیده‌ام. بزرگ‌ترین فرزند که گوشهٔ امن سلامت را جویا شد، سلم نامید (در اینجا فردوسی با اندکی شیطنت ریشه‌ای برای کلمه سلامت ساخته در صورتی که درواقع سلم ریشه سلامت نیست). دومین پسر که جسارتی بی‌لجام نشان داد تور نامیده شد (به معنای بی‌پروا و شجاع) و کوچک‌ترین پسر که به‌درستی شجاعتی محتاطانه از خود نشان داد ایرج نام گرفت چون به تنهایی لایق ستایش بود. (ایر به معنای نجیب و شریف). ازآن پس فریدون جهان را به سه قلمرو بخش کرد. روم و غرب را به سلم بخشید. چین و توران را به تور داد که توران‌شاه نامیده شد و به ایرج ایران و عربستان و تخت و تاج زرین و مهر پادشاهی را داد.
این سه برادر دیرزمانی در قلمرو خود پادشاهی کردند. چون فریدون به پیری رسید، سلم رشک خود به ایرج را آشکار کرد چون ایرج برگزیده‌ترین سهم را دریافت کرده بود، سلم تور را به شورش برانگیخت. آن دو دیدار کردند و فرستاده‌ای را نزد فریدون فرستادند و به او گفتند که منطقه‌ای دورافتاده را به ایرج بدهد یا برای جنگ با دو پسرش آماده شود. ایرج به امید این‌که برادرانش را با پدرشان آشتی دهد، گرچه با دست کشیدن از تاج و تخت هم باشد، نزد آن‌ها رفت. آن‌ها با خشم او را پذیرفتند، رشک آن‌ها با شنیدن زمزمهٔ لشکریان خود افزایش یافت: «کسی جز ایرج سزاوار حکومت شاهنشاهی و تاج اشراف نیست» تور با تحریک سلم، ایرج را کشت و سر او را پیش فریدون فرستاد. پادشاه غمگین برای کین خواهی ایرج به دست نوادگان وی دعا کرد. دعای او برآورده شد. یکی از همسران ایرج به نام ماه‌آفرید دختری به دنیا آورد. فریدون او را با برادرزادهٔ خود پشنگ پیوند داد. این زوج صاحب پسری شدند که فریدون او را منوچهر نامید و به عنوان وارث خود برگزید. منوچهر پس از بلوغ، سلم و تور را کشت و فریدون به نفع او از سلطنت کناره‌گیری کرد و اندکی بعد درگذشت.

## ریشهٔ نام
نام ایرج از ریشهٔ «ایر» است و با واژگانی همچون «ایران» و «آریا» هم‌خانواده است. نام ایرج را از ریشهٔ «ایر» به معنای آزاده و نجیب آورده‌اند. فریدون به‌دلیل خوی او چنین نامی را بر ایرج نهاده‌بود.
نام ایرج در اوستا در بند ۱۳۱ فروردین‌یشت به‌صورت اَئیریاوَ یاد شده است.

## ایرج دراوستاوادبیات پهلوی
فروردین‌یشت کهن‌ترین نوشته‌ای است که در آن نامی از ایرج برده شده است و در آن فروهر منوچهر (منوشچیره) ستوده می‌شود و نام پدر او ائیریه (ایرج) به احترام به یاد آورده می‌شود. همچنان که از مردان و زنان پارسا در سرزمین‌های ائیرانا، تورانیانا، سئیریما، داهی و ساینو بزرگداشت می‌شوند. سه تا از این گروه‌ها نام خود را از پسران فریدون گرفته‌اند.
به گفته یادگار جاماسبی، فریتون «جهان» را میان سه پسرش برپایهٔ آرمان‌هایشان بخش کرد: سلم که خواهان ثروت فراوان بود، سرزمین ثروتمند روم را دریافت کرد. توز (تور) که خواستار دلاوری بود، ترکستان [سرزمین جنگجویان] را دریافت کرد، و ایریک (ایرج) که خواستار قانون و دین بود، (داد و دین)، به همراه تاج فریدون و فره پادشاهی (خورنه) به ایران‌شهر دست یافت. به موجب آن فرزندان ایرج بر برادرانش حق سلطنت و حاکمیت داشتند. سلم و توز که به سرنوشت برادر کوچک‌ترشان رشک می‌ورزیدند، فرصتی پیدا کردند و ایریک را کشتند. اوستای ساسانی این داستان را در چهردادنسک داشته که خلاصه‌ای از آن در دینکرد به‌جا مانده است. دینکرد می‌نویسد فریدون، خداوندگار خونیراس، دهاک (ضحاک) را شکست داد و خونیراس را میان سه پسرش سلم، توچ و ایریچ تقسیم کرد. او آن‌ها را با سه دختر پاتسراب، پادشاه تازیان خواستگاری کرد و بعداً منوچهر «پادشاه ایران و از نوادگان ایرج» جانشین فریدون شد. بندهشن به داستان این سه برادر و انتقام منوچهر از قتل ایریچ به‌دست سرک و تورچ اشاره دارد.

## ایرج در نوشته‌های دورهٔ پسا ساسانی
در روایت طبری، فریدون سرزمین ترک‌ها و خزرها را به همراه چین به تور، روم و سرزمین اسلاوها و البورجان (گرجستان) را به سلم، و مرکز جهان به نام کنارات (اوستایی: خورنیراثا) که ایران‌شهر است به ایرج می‌دهد.
طبری در ادامه این روایت آورده است که، فریدون قسمت میانه و آباد زمین را که اقلیم بابل است و آنرا خنارث گفتند با هند و سند و حجاز و جاهای دیگر به ایرج داد که برادر کوچکتر بود و او را بیشتر از همه دوست داشت و بدین سبب اقلیم بابل، ایرانشهر نام گرفت.
ثعالبی روایتی همانند فردوسی دارد که گویای مآخذی یکسان و احتمالاً شاهنامه ابومنصوری است.
کوش‌نامه داستانی مشابه با اندکی تغییر در جزئیات دارد و از اتحاد سلم و تور و برادرزادهٔ ضحاک می‌نویسد.
این تقسیم‌بندی مبتنی بر این ایده است که جهان به «هفت اقلیم» تقسیم شده است. دیگر کسانی که اصل داستان را روایت می‌کنند عبارت‌اند از بلعمی (ویرایش بهار، ص ۱۴۸–۵۰)، مقدسی (صص ۱۴۴–۴۶)، مسعودی (مروج، ص ۱۱۵–۱۷، ۱۴۰–۴۱، ۲۴۰)، ابن خردادبه و حمزه.
دینوری ایرج و سلم و تور را پسران نیمرود (فریدون) و نیز منوچهر را پسر ایرج می‌داند. همه به‌جز دینوری، منوچهر را از تبار دور ایرج می‌دادند. بیشتر نویسندگان از این‌که نام ایران از ایرج منشأ گرفته آگاه بودند.
سنتی تلفیقی پارسی عبرانی ادعا داشته که ایران پسر اسود پسر سام بوده که ۱۰ پسر داشته که نامشان را بر بخش‌های مختلف ایران داده‌اند: خراسان، سکستان، کرمان، مکران، اصفهان، گیلان، سبدان، جورجان، آذربایجان و ارمنان (یاقوت حموی، بلدان). ایرجی‌زاده به‌عنوان لقبی برای ایرانیان در شاهنامهٔ دقیقی آمده است.

## ایرج درشاهنامه

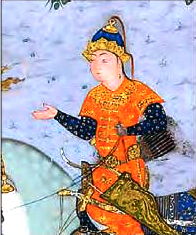
نگاره‌ای از ایرج در شاهنامهٔ تهماسبی

داستان ایرج یکی از داستان‌های اندوهبار و سوگناک شاهنامه است. فردوسی در این داستان ایرج را انسانی صلح‌دوست و مهربان و اهل مدارا معرفی کرده است. از ۱۰۶۸ بیتی که فردوسی دربارهٔ دورهٔ فرمانروایی فریدون سروده حدود ۷۹۹ بیت به تقسیم کردن جهان توسط فریدون بین پسران و پیامدهای آن مربوط است. فریدون برای سه پسر پس از آن‌که در پی آزمونی همسرانی از یمن برمی‌گزیند، با آزمونی دیگر که آستانهٔ هشیاری و بیدار ماندن بود، ایرج سربلند بیرون آمد؛ پس روم و خاور را به سلم، توران و چین را به تور و ایران و دشت نیزه‌وران (تا اندازه‌ای برابر بین‌النهرین یا عراق امروزی) را به ایرج می‌بخشد. ایران از دیگر قلمروها آبادتر است و پادشاهی بر این نقطه به منزلهٔ پادشاهی بر هفت کشور بود و کسی که فرمانروای ایران باشد فرمانروای جهان بود. این مسئله برای سلم و تور گران آمد:
| بجنبید مر سلم را دل ز جای |  | دگرگونه‌تر شد به آیین و رای   |
| دلش گشت غرقه به آز اندرون |  | به اندیشه بنشست با رهنمون    |
| نبودش پسندیده بخش پدر     |  | که داد او به کهتر پسر تخت زر |

سلم و تور این ناخرسندی را به پدر بازگو کردند، ایرج برای دلجویی به دیدار برادرانش رفت. در نشست سه‌جانبه ایرج تلاش کرد تا با آنان از در دوستی و برادری درآید، ولی آن دو نپذیرفتند. تور در نزد سلم تخت زرین را بر سر ایرج کوبید سپس با خنجری آبگون سر از تن ایرج جدا کرد و آن را در صندوقی برای پدر فرستاد. فریدون از اندوه از دست دادن پسر بسیار گریست ولی چون پیر بود نمی‌توانست انتقام او را بگیرد پس آن‌قدر شکیبا ماند تا منوچهر زاده شد و فریدون او را به جنگ سلم و تور فرستاد. منوچهر با آن دو جنگید و آن‌ها را یکی پس از دیگری کشت و فریدون نیز پادشاهی را به او بخشید.
| از ایشان چو نوبت به ایرج رسید |  | مر او را پدر شاه ایران گزید |
| بدو داد کاو را سزا بود تاج    |  | همان کرسی و مهر آن تخت عاج  |
| نشستند هر سه به آرام و شاد    |  | چنان مرز بانان فرّخ نژاد     |

## همخوانی با اساطیر آریایی

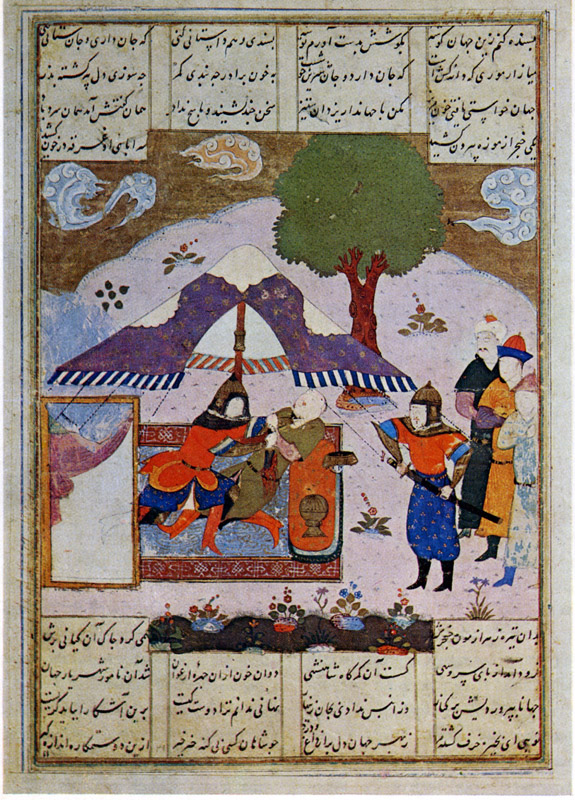
نگاره‌ای از شاهنامه که تور و سلم ایرج را می‌کُشند

### اساطیر هندواروپایی
مسئلهٔ تقسیم قلمرو میان فرزندان در دیگر اسطوره‌های هندواروپایی همتاهایی دارد. برای نمونه هرودوت نمونهٔ سکایی این تقسیم کشور را خبر می‌دهد. تاریگتائوس نخستین پادشاه سکاها سه پسر داشت. بزرگترینشان لیپوکسائیس، فرزند میانی، آرپوکسائیس و کوچک‌ترین کولاکسائیس بود. که زمانی فرمانروایی کردند اما چون ثروت فراوان خدادادی به کولاکسائیس رسید برادران بزرگ‌تر تمام پادشاهی سکا را به او دادند که نسل سکاها از این سه سرچشمه گرفت. فرزندان کولاکسائیس سکاهای سلطنتی بودند که پارالاتائی خوانده شدند که این نام همانندی‌های با دودمان پادشاهی فریدون، پیشدادی دارد. (مقایسه کنید: Paraδāta > Pīšdād)
همچنین در افسانه‌های ژرمن نیز چنین اسطوره‌ای دیده می‌شود. در اشعار باستانی این‌گونه حکایت می‌شود که نیای اقوام ژرمن، ماننوس نامیده می‌شد که سرزمین ژرمن‌ها را میان سه پسرش بخش کردند که اینگه وونس (شمال)، هرمینونس (میانه) و ایستائه وونس (جنوب) بودند. تاسیتوس در کتاب ژرمانیا این داستان را آورده است.

### اساطیر سامی
در بُن‌مایه‌های داستان ایرج با روایت عبری یوسف همانندی‌هایی پیشنهاد شده است. از جمله نگاه مهربانانه‌تر پدر به فرزند کوچک‌تر، توطئهٔ برادران و انتخاب ازلی ایرج و یوسف برای جانشینی پدر و سروری داشتن بر قوم و اندوه پدر در دوری از فرزند.

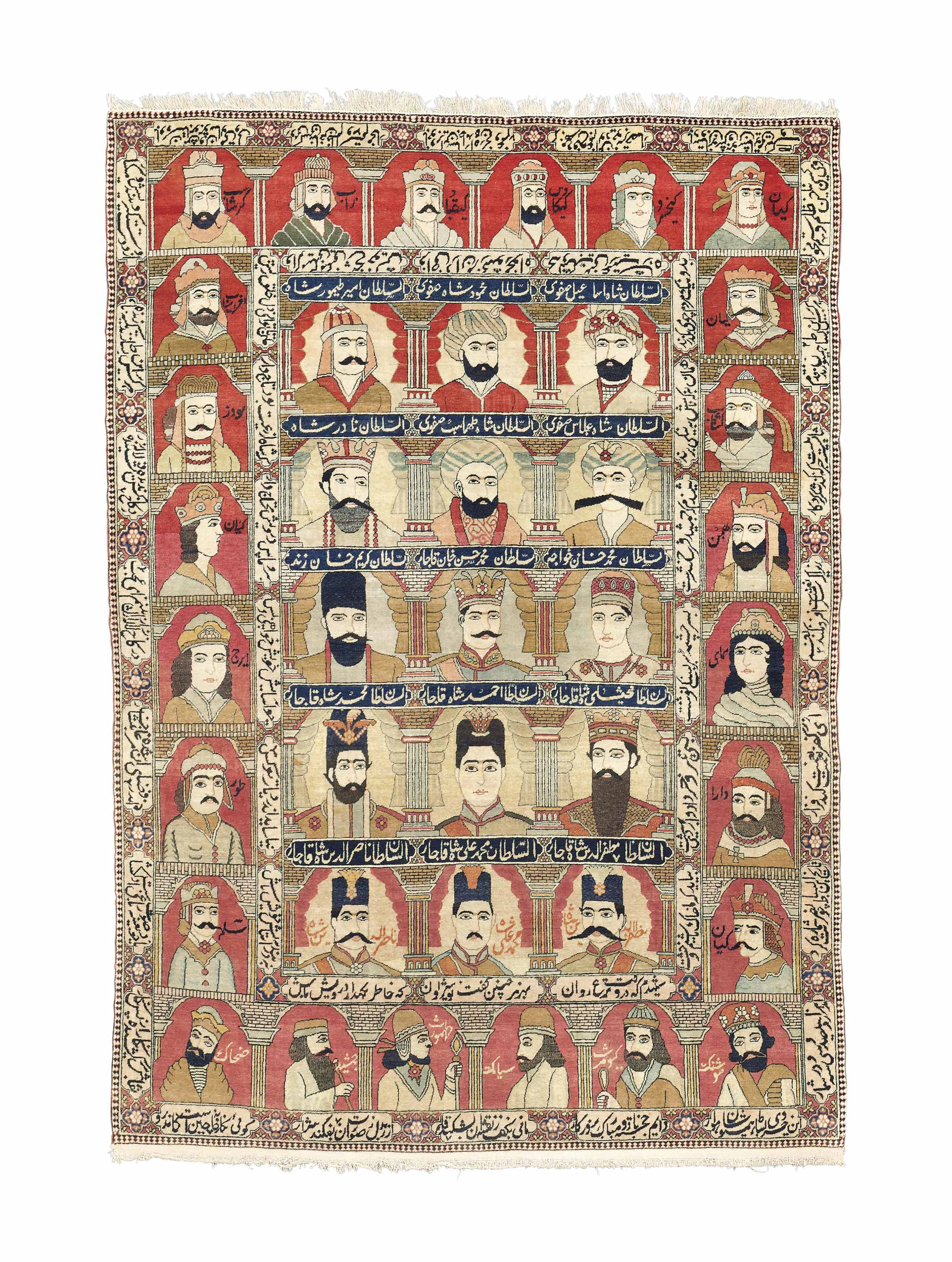
یک فرش کهن کاشانی از دورهٔ قاجاری که دور تا دور آن نقش پادشاهان اسطوره‌ای ایران قرار گرفته‌اند. در میانهٔ آن، نگارهٔ چند تن از شاهان ایران نوین جا داده شده است.